# 諾森伯蘭宮
51°30′27″N 0°7′36″W / 51.50750°N 0.12667°W

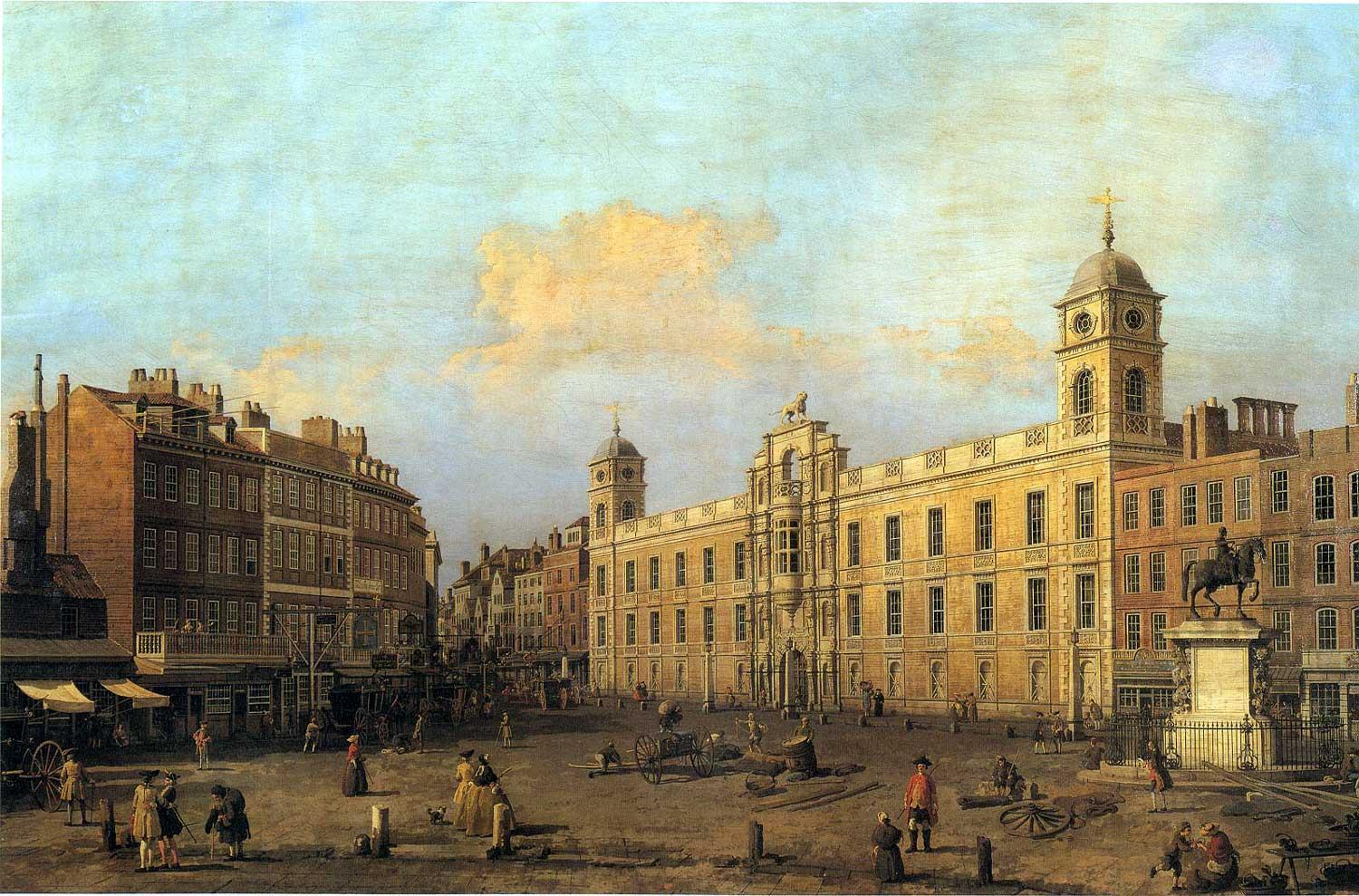

諾森伯蘭宮（Northumberland House），又名薩福克宮（Suffolk House），是倫敦的一座已拆除的雅各賓式建築。這座建築曾是諾森伯蘭公爵在倫敦的居所。

## 外部連結
- Northumberland House （页面存档备份，存于） at the Survey of London online
- Northumberland House and its associations （页面存档备份，存于）   – section of Old and New London Volume 3 (1878)